# Kosmos 26
Kosmos 26 – radziecki satelita technologiczny typu DS-MG; służył do testów elektrycznego żyroskopowego systemu orientowania statków kosmicznych. Prowadził także pomiary ziemskiego pola magnetycznego.